# ワンダフルライフ (書籍)
『ワンダフル・ライフ―バージェス頁岩と生物進化の物語』（英語: Wonderful Life: The Burgess Shale and the Nature of History）は、アノマロカリスに代表される古生代、約5億年前のカンブリア紀のバージェス動物群を紹介した書籍。著者の進化生物学者、スティーヴン・ジェイ・グールドが現在に子孫を残していない体制の動物たちを「奇妙奇天烈動物」と呼び､古生物学の見地から進化を一般向きに解説した早川書房刊行のベストセラー。
ただし、執筆から時間がたっており､現在もバージェス動物群とバージェス頁岩について研究が進められているため、本書の内容も最新の成果をもとに再検討する必要がある。

## 内容
この本の内容は大きくは二つある。
一つはバージェス動物群の発見と再評価に関する経過説明であり、特に再評価によって明らかになったそれまで想像もされていなかった様々な動物が紹介され、その解明の歴史が紹介されている。バージェス動物群はチャールズ・ウォルコットによって発見されたが、彼はそれらを既存の動物群の先祖系と考えたこと、その後の若干の研究の進展に触れた後、ハリー・ウィッチントンらによる研究が行われ、新たな発見が続いたこと、それらがこれまでの既存の動物群にほとんど当てはまらなかったことを順を追って述べている。そして最後にアノマロカリス再発見のどんでん返しが持ってこられる。要所要所にこの内容を理解するために必要な専門知識、たとえば節足動物の付属肢などについて要領のよい説明が挿入されている。
もう一つは生物進化の歴史に対する新しい見方の提唱であり、グールド自身の主張の部分と言える。彼によれば、一般に地質年代を遡るほどに動物は原始的で単純なものばかりになり、その多様性は低くなると考えられているが、それは誤りであり、いつの時代も動物は様々に適応して暮らしていたこと、そして、絶滅して子孫を残さなかったものがたくさんおり、それはすなわち、過去の方が多様性が高かったことを意味するものだという。この化石群からわかるのは、カンブリア紀には現生の動物門のすべてが出現していた可能性があること、そしてそれに含まれないものも多数あったこと、したがって、動物の体制の多様性はカンブリア紀が一番高かったのだ、と述べている。もう一つ、子孫を残さなかったものが、環境に適応していなかった劣った系統とは考えられず、それはおそらく単なる偶然の産物だという。たとえばもう一度地球の歴史の巻き戻しが行われたら、我々は生まれなかったかも知れない、とも言っている。

## 評価と批判
この本は1989年当時のバージェス動物群の再評価プロジェクトを取り上げ、カンブリア爆発について焦点をあてている。グールドの饒舌な語り口によって古生物研究の魅力が語られており、恐竜以外の古生物やその進化を扱った書籍としては異例の大ベストセラーとなった。その影響は大きく、「カンブリアの大爆発」、「バージェス頁岩」、「アノマロカリス」といった言葉の知名度をあげた。それゆえ、それまでよりこの分野への研究助成金の申請が通りやすくなったという。 カンブリア爆発についての記念碑的な書籍といえる。
しかし、その後に同時代の化石群が中国雲南省などで発見（澄江動物群）され、同時代の動物相についてさらに多くの情報が得られた結果、古くなってしまった部分もある。たとえば訳書の後書きにも触れられているが、ハルキゲニアの復元図は、上下と前後が共に違っていたと考えられるようになった。
また、この本の中でグールドが述べている、カンブリア初期が生物の多様性（異時性）の最大地点で、その後は超えることがなかったという主張は出版当時から疑問が出されていた。特に奇妙奇天烈動物たちがそれぞれ別の新しい門といえるほど奇妙かどうかについては十分検討されているとはいえなかった。これについて最新の研究では、新しい門だと考えられていた生物が既存の門に分類できるという結果が出ており、グールドの主張は間違っていたという結論になっている。
グールドの主張はその当時のバージェス動物群の研究者の一人であるサイモン・コンウェイ・モリスの意見に強い影響を受けたものだった。しかし、10年後にサイモン・コンウェイ・モリスが著した『カンブリアの怪物たち』ではモリスは180度主張をかえており、グールドの主張（10年前のモリス自身の主張）を痛烈に批判している。グールドとモリスの批判合戦はその後『ナチュラル・ヒストリー』誌上で続くことになった。
グールドの「敵対者」リチャード・ドーキンスなどはモリスに好意的な書評を書いているが、この本に対する批判者も、この本の主張の大部分がモリス自身のかつての主張だったという点についてまで知るものは少なく、敵の敵は味方ということで動いているものも多いという。

## 版
- 原著:Gould S.J."Wonderful Life  -The Burgess Shale and the Nature of the History-" Century Hutchingson ; ISBN 0393027058 ; (1989)
- スティーヴン・ジェイ・グールド 『ワンダフル・ライフ―バージェス頁岩と生物進化の物語』早川書房 ; ISBN 4152035560 ; (1993/04)
- スティーヴン・ジェイ・グールド 『ワンダフル・ライフ―バージェス頁岩と生物進化の物語』早川書房（文庫版） ; ISBN 4150502366 ; (2000/03)